# Sideritis bornmuelleri
Sideritis bornmuelleri là một loài thực vật có hoa trong họ Hoa môi. Loài này được Negrín & P.Pérez miêu tả khoa học đầu tiên năm 1992.